# Grand Prix Evropy 1997
Grand Prix Evropy 1997 (XLII European Grand Prix) sedmnáctý závod 48. ročníku mistrovství světa jezdců Formule 1 a 39. ročníku poháru konstruktérů, historicky již 614. grand prix, se uskutečnila na okruhu Circuito Permanente de Jerez.

## Výsledky

### Kvalifikace
Tato velká cena vešla do historie i díky své kvalifikaci, v níž první tři jezdci zajeli nejrychlejší kolo v čase shodném na tisícinu sekundy (Villeneuve, Schumacher, Frentzen).
| Pořadí | Číslo | Jezdec                | Konstruktér       | Čas      | Odstup |
| ------ | ----- | --------------------- | ----------------- | -------- | ------ |
| 1      | 3     | Jacques Villeneuve    | Williams-Renault  | 1:21.072 |        |
| 2      | 5     | Michael Schumacher    | Ferrari           | 1:21.072 | +0.000 |
| 3      | 4     | Heinz-Harald Frentzen | Williams-Renault  | 1:21.072 | +0.000 |
| 4      | 1     | Damon Hill            | Arrows-Yamaha     | 1:21.130 | +0.058 |
| 5      | 9     | Mika Häkkinen         | McLaren-Mercedes  | 1:21.369 | +0.297 |
| 6      | 10    | David Coulthard       | McLaren-Mercedes  | 1:21.476 | +0.404 |
| 7      | 6     | Eddie Irvine          | Ferrari           | 1:21.610 | +0.538 |
| 8      | 8     | Gerhard Berger        | Benetton-Renault  | 1:21.656 | +0.584 |
| 9      | 14    | Olivier Panis         | Prost-Mugen-Honda | 1:21.735 | +0.663 |
| 10     | 7     | Jean Alesi            | Benetton-Renault  | 1:22.011 | +0.939 |
| 11     | 23    | Jan Magnussen         | Stewart-Ford      | 1:22.167 | +1.095 |
| 12     | 22    | Rubens Barrichello    | Stewart-Ford      | 1:22.222 | +1.150 |
| 13     | 2     | Pedro Diniz           | Arrows-Yamaha     | 1:22.234 | +1.162 |
| 14     | 16    | Johnny Herbert        | Sauber-Petronas   | 1:22.263 | +1.191 |
| 15     | 15    | Šindži Nakano         | Prost-Mugen-Honda | 1:22.351 | +1.279 |
| 16     | 11    | Ralf Schumacher       | Jordan-Peugeot    | 1:22.740 | +1.668 |
| 17     | 12    | Giancarlo Fisichella  | Jordan-Peugeot    | 1:22.804 | +1.732 |
| 18     | 17    | Norberto Fontana      | Sauber-Petronas   | 1:23.281 | +2.209 |
| 19     | 20    | Ukjó Katajama         | Minardi-Hart      | 1:23.409 | +2.337 |
| 20     | 21    | Tarso Marques         | Minardi-Hart      | 1:23.854 | +2.782 |
| 21     | 19    | Mika Salo             | Tyrrell-Ford      | 1:24.222 | +3.150 |
| 22     | 18    | Jos Verstappen        | Tyrrell-Ford      | 1:24.301 | +3.229 |

### Závod
| Pořadí | Číslo | Jezdec                | Konstruktér       | Kola | Čas/odstoupení | Start | Body |
| ------ | ----- | --------------------- | ----------------- | ---- | -------------- | ----- | ---- |
| 1      | 9     | Mika Häkkinen         | McLaren-Mercedes  | 69   | 1:38:57.771    | 5     | 10   |
| 2      | 10    | David Coulthard       | McLaren-Mercedes  | 69   | +1.654         | 6     | 6    |
| 3      | 3     | Jacques Villeneuve    | Williams-Renault  | 69   | +1.803         | 1     | 4    |
| 4      | 8     | Gerhard Berger        | Benetton-Renault  | 69   | +1.919         | 8     | 3    |
| 5      | 6     | Eddie Irvine          | Ferrari           | 69   | +3.789         | 7     | 2    |
| 6      | 4     | Heinz-Harald Frentzen | Williams-Renault  | 69   | +4.537         | 3     | 1    |
| 7      | 14    | Olivier Panis         | Prost-Mugen-Honda | 69   | +1:07.145      | 9     |      |
| 8      | 16    | Johnny Herbert        | Sauber-Petronas   | 69   | +1:12.961      | 14    |      |
| 9      | 23    | Jan Magnussen         | Stewart-Ford      | 69   | +1:17.487      | 11    |      |
| 10     | 15    | Šindži Nakano         | Prost-Mugen-Honda | 69   | +1:18.215      | 15    |      |
| 11     | 12    | Giancarlo Fisichella  | Jordan-Peugeot    | 68   | +1 kolo        | 17    |      |
| 12     | 19    | Mika Salo             | Tyrrell-Ford      | 68   | +1 kolo        | 21    |      |
| 13     | 7     | Jean Alesi            | Benetton-Renault  | 68   | +1 kolo        | 10    |      |
| 14     | 17    | Norberto Fontana      | Sauber-Petronas   | 68   | +1 kolo        | 18    |      |
| 15     | 21    | Tarso Marques         | Minardi-Hart      | 68   | +1 kolo        | 20    |      |
| 16     | 18    | Jos Verstappen        | Tyrrell-Ford      | 68   | +1 kolo        | 22    |      |
| 17     | 20    | Ukjó Katajama         | Minardi-Hart      | 68   | +1 kolo        | 19    |      |
| Ret    | 5     | Michael Schumacher    | Ferrari           | 47   | Kolize         | 2     |      |
| Ret    | 1     | Damon Hill            | Arrows-Yamaha     | 47   | Převodovka     | 4     |      |
| Ret    | 11    | Ralf Schumacher       | Jordan-Peugeot    | 44   | Únik vody      | 16    |      |
| Ret    | 22    | Rubens Barrichello    | Stewart-Ford      | 30   | Převodovka     | 12    |      |
| Ret    | 2     | Pedro Diniz           | Arrows-Yamaha     | 11   | Vyjetí z tratě | 13    |      |

## Konečné pořadí šampionátu
Pohár jezdců
| Pořadí | Jezdec                | Body |
| ------ | --------------------- | ---- |
| 1      | Jacques Villeneuve    | 81   |
| 2      | Michael Schumacher    | 78   |
| 3      | Heinz-Harald Frentzen | 42   |
| 4      | David Coulthard       | 36   |
| 5      | Jean Alesi            | 36   |

Pohár konstruktérů
| Pořadí | Konstruktér      | Body |
| ------ | ---------------- | ---- |
| 1      | Williams-Renault | 123  |
| 2      | Ferrari          | 102  |
| 3      | Benetton-Renault | 67   |
| 4      | McLaren-Mercedes | 63   |
| 5      | Jordan-Peugeot   | 33   |